# Śmierć dziecioroba
Śmierć dziecioroba é um filme de drama polonês de 1990 dirigido e escrito por Wojciecha Nowaka. Protagonizado por Marek Kasprzyk e Anna Majcher, conta a história de Januszek que retorna do exército e luta, com sua esposa, para a redução do serviço militar.

## Elenco
- Marek Kasprzyk - Januszek
- Anna Majcher - Blada
- Beata Tyszkiewicz - Lala
- Piotr Cyrwus - Czapa
- Katarzyna Węglicka - Danka
- Robert Płuszka - Staś